# Bereleu Foun
Bereleu Foun (deutsch Neu-Bereleu) ist eine osttimoresische Siedlung im Suco Bereleu (Verwaltungsamt Lequidoe, Gemeinde Aileu).

## Geographie und Einrichtungen
Das Dorf Bereleu Foun liegt an der Hauptstraße des Sucos Bereleu, auf einer Meereshöhe von 1101 m. Die Gebäude auf der Nordseite der Straße gehört zur Aldeia Lebumetan, auf der Südseite zur Aldeia Bereleu. Direkt östlich schließt sich das Dorf Lebumetan an, westlich befindet sich im Suco Acubilitoho das Dorf Urbadan. Nach Süden zweigt von der Hauptstraße eine kleine Straße zum Dorf Bereleu ab. Nach Norden hin fällt das Land hinab zum Lauf des Coioiai, einem Nebenfluss des Nördlichen Laclós.
In Bereleu Foun befindet sich die Kirche der Assembleias de Deus Bereleu Foun.